# Amphinomida
Amphinomida ist der Name einer Unterordnung mobiler oder in Röhren als Prädatoren oder Aasfresser lebender Vielborster (Polychaeta) in der Ordnung Aciculata und der Unterklasse Palpata, die in Meeren weltweit zu finden sind und die beiden Familien Amphinomidae und Euphrosinidae umfasst.

## Merkmale
Die Amphinomida haben einen länglichen oder ovalen Körper, der wenige Millimeter bis 50 cm lang werden kann. An den Parapodien sitzen wohl entwickelte verzweigte Kiemen. Kennzeichnend für diese Gruppe sind kräftige Borsten mit eingelagertem Calciumcarbonat, die bei Berührung abbrechen, in der Haut des Berührenden verbleiben und hier Entzündungen hervorrufen. Somit sind die Amphinomida vor vielen Fressfeinden geschützt. Darüber hinaus zeichnet die Gruppe ein reduziertes Prostomium aus, das von den ersten Segmenten umgeben ist. Das Peristomium ist zu Lippen reduziert. Der muskulöse Pharynx hat weder Kiefer noch Zähne.

## Verbreitung, Lebensraum und Lebensweise
Die Amphinomida sind in Meeren weltweit von der Gezeitenzone bis in die Tiefsee verbreitet, doch sind sie insbesondere in seichten warmen Gewässern anzutreffen. Sie bewegen sich als aktive Bodenbewohner auf sandigen, schlammigen oder felsigen Untergründen und ernähren sich von Aas oder lebender Beute, meist sessilen Tieren wie Schwämmen oder Nesseltieren, die mit der harten Unterlippe (Peristomium) abgeraspelt werden.

## Systematik
Zur Unterordnung Amphinomida werden folgende zwei Familien gezählt:
- Amphinomidae Lamarck, 1818
- Euphrosinidae Williams, 1852